# 鬼塚庸介
鬼塚 庸介（おにづか ようすけ、1985年10月19日 - ）は、日本の俳優。福岡県出身。フラッシュアップ所属。

## 出演

### テレビCM
- NTTドコモ（2017年）
- アサヒビール「もぎたて」（2017年）
- ゲオホールディングス「セカンドストリート」（2017年）
- 全労済「こくみん共済」＜全力（経路）篇＞（2016年）
- JT＜分煙環境の整備＞（2016年）
- Sony「PlayStation 4」（2016年）
- スリープロ（2015年）
- はるやま商事（2015年）
- 三井住友銀行（2015年）
- メットライフアリコ「ま・み・む・メットライフ アリコの歌」（2014年）
- KIRIN「キリンラガービール」（2012年）
- トヨタ自動車（2011年）

### WEB
- Amazon「Amazon Echo」（2017年）
- 西武鉄道（2017年）
- セブン&アイ・ホールディングス（2017年）
- キャノン「ハンディカム iVIS」（2016年）
- シャープ「ロボホン」（2016年）
- ビッグリンカーン（2015年）
- セブン&アイ・ホールディングス（2014年）
- ジェームス＜花火 ラテアート篇＞（2014年）

### パンフレット
- 桑和「作業着カタログ」（2015年）
- MSD「ナゾネックス」（2013年）

### 映画
- 「ミュージアム」警官役（2016年）
- 「ストレイヤーズ・クロニクル」警備員役（2015年）
- 「クローバー」イベント企画課社員役（2014年）
- 「寄生獣」刑事役（2014年）
- 「永遠の0」予備士官（2013年）

### テレビドラマ
- NTV「学校のカイダン」第9・10話　記者役（2015年）
- BS258「東京ガードセンター」（2014年）

### 舞台
- Kamakaji GROUP THEATRE 第3回本公演「二十日鼠と人間」～Of Mice and Men～　スリム役（2017年）
- パルコ劇場40周年記念公演 「黒蜥蜴」明智の部下 木津役（2013年）
- 劇団空感エンジン「解体OK」田中役（2013年）
- 劇団空感エンジン「PRIDE」瀬川太一役（2012年）
- 劇団空感エンジン「SAKURA」原田佐之助役（2011年）
- 小林紀子バレエシアター「マノン」新国立劇場オペラパレス（2011年）